# Bildarchiv Ostpreußen

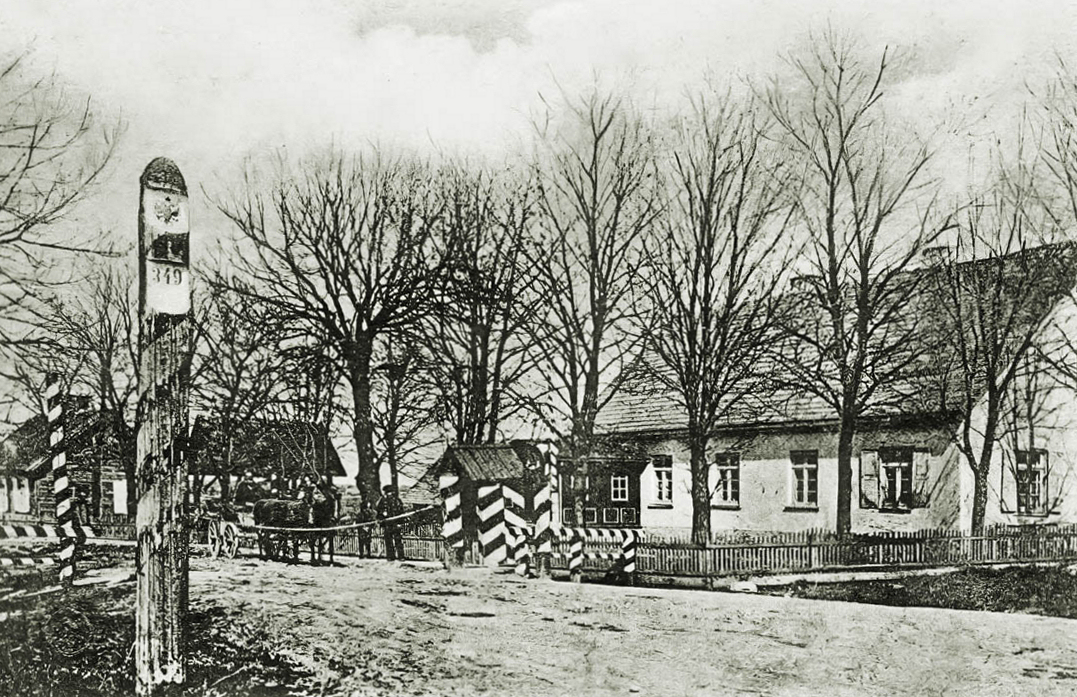
Bild des Bildarchivs vom Grenzhaus in Deutsch-Krottingen um 1910

Das Bildarchiv Ostpreußen ist eine Bilderverwaltung für Bilder und Urkunden aus Ostpreußen. Mit 137.274 Abbildungen (Stand: 24. Januar 2023) ist es das größte Bildarchiv der untergegangenen Provinz Ostpreußen. Monatlich kommen etwa tausend Bilder und Dokumente hinzu.

## Hintergrund und Zweck
Viele Bilder, Familienalben und Dokumente haben die Ostpreußische Operation (1914), die Luftangriffe auf Königsberg, die Ostpreußische Operation (1945), die Eroberung Tilsits 1945, die Schlacht um Königsberg und die Flucht und Vertreibung Deutscher aus Mittel- und Osteuropa 1945–1950 überstanden. Davon befindet sich vieles in schwer zugänglichen Privatarchiven. Wertvolle Originale sind nicht katalogisiert und werden nicht genutzt, weil sie nur dem Besitzer bekannt sind. Um dem abzuhelfen, initiierte ein Ingenieur aus Tilsit das Bildarchiv Ostpreußen. Vertreter der Kreisgemeinschaften aus dem Landkreis Tilsit-Ragnit, aus Tilsit und der Elchniederung schlossen sich dem Projekt an. Die Landsmannschaft Ostpreußen übernahm im Februar 2006 die Trägerschaft.
Die Bilder als Inhalte der Website stammen aus öffentlichen und privaten Sammlungen. Aktuelle Bilder werden in das Bildarchiv aufgenommen, wenn sie einen Bezug zur Zeit vor 1945 haben. Die Systemtechnik soll auch auf Smartphones und Tabletcomputer abgestellt werden. Für alle privaten Nutzer ist sowohl die Nutzung als auch die Einstellung von Bildern kostenfrei. Jeder Nutzer kann Bilder oder Textbeiträge zu Bildern einbringen, die jedoch nicht direkt im System erscheinen, sondern von Mitgliedern des Archives freigegeben werden müssen.
Der Dokumentation der Bildobjekte dienen Orts- und Gebietspläne sowie die Georeferenzierung über ein Messtischblatt. Einheitliche Kategorisierungen und Textdateien helfen bei der gezielten Suche. Dreizehn ehren- und halbehrenamtliche Mitarbeiter sammeln, sortieren, retuschieren und digitalisieren die Eingänge. 2020 verzeichnete das Archiv monatlich 4.447 Besuche.
Das Archiv bearbeitet Anfragen aus der Geschichtswissenschaft und Bildbestellungen von Zeitschriften- und Buchverlagen. Es unterstützt Ausstellungen in Deutschland, Polen, Russland und Litauen. Das Interesse an Ostpreußen nimmt zu. Viele Anfragen kommen von Bewohnern der Oblast Kaliningrad und der Woiwodschaft Ermland-Masuren. Auch deshalb ist die Website mehrsprachig angelegt. Bereits vor 2018 wurde die Zahl von 100.000 Bildern erreicht. Danach steht die Auswertung der Werke von ostpreußischen Schriftstellern an.

## Kooperationen
- Ostpreußisches Landesmuseum
- Kulturzentrum Ostpreußen
- Herder-Institut (Marburg)
- Geheimes Staatsarchiv Preußischer Kulturbesitz